# Iluzja karciana

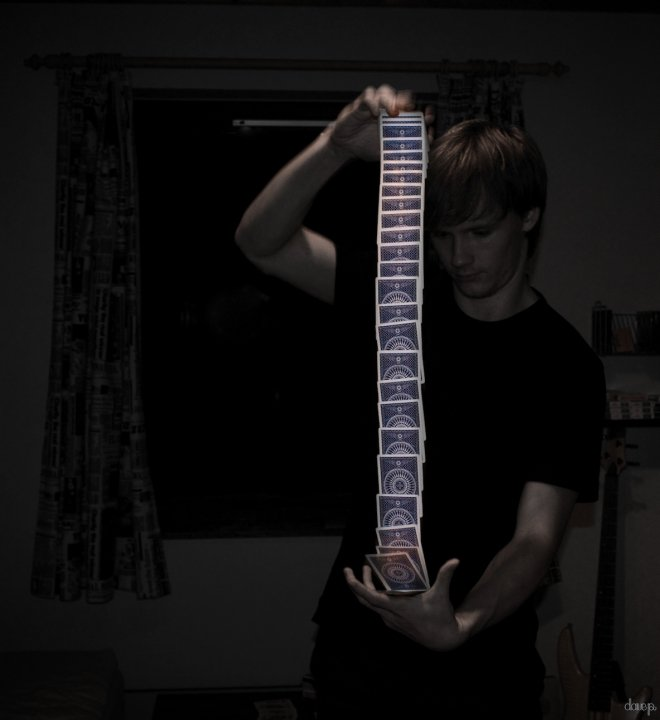
Sztuczka z kartami

Iluzja karciana – gatunek sztuki iluzji oparty na manipulacji z użyciem kart do gry. Iluzje karciane są często elementem mikroiluzji, czy iluzji ulicznej. Królem kart nazywany był Houdini. Iluzjoniści specjalizujący się w tym rodzaju sztuki iluzji to między innymi: Dai Vernon, Ed Marlo i René Lavand, choć triki z kartami są lub były także nierzadko wykonywane przez takich iluzjonistów jak David Copperfield, Criss Angel, David Blaine, czy Dynamo. Iluzje karciane to na przykład: fałszywe tasowanie, przemiana karty w inną, przejście karty wybranej przez widza na górę talii i wiele innych. Często iluzja karciana jest uzupełniana efektownym przekładaniem kart (ang. card flourish).